# Bletia
Bletia é um género botânico pertencente à família das orquídeas (Orchidaceae). Foi proposto por Ruiz e Pavón em Flora Peruvianae, et Chilensis Prodromus 119, pl. 26, em 1794. A espécie tipo gênero é a Bletia catenulata Ruiz & Pavón. O nome deste gênero é uma homenagem ao naturalista espanhol Luis Blet.

## Distribuição
Bletia agrupa trinta e cinco espécies, em sua maioria terrestres, de crescimento cespitoso, encontradas da Flórida ao Sul do Brasil, com grande concentração no México, normalmente crescendo em campos, barrancos e encostas, abaixo de três mil metros de altitude. Apenas duas ocorrem no Brasil, estando a Bletia catenulata dispersa por praticamente todo o território brasileiro.

## Descrição
São plantas relativamente grandes com pseudobulbos tuberiformes, muitas vezes semi ou totalmente enterrados, unidos por espesso rizoma, portando folhas lanceoladas, que parecem formar um fino caule, fortemente veiadas, as quais normalmente fenecem após a floração, deixando anéis nos pseudobulbos, indicando onde estavam inseridas. A longa inflorescência racemosa é ereta, brota das primeiras Baínhas do pseudobulbo e comporta de duas a dez flores grandes e vistosas, que vagamente lembram uma Cattleya, e abrem em sucessão.
As flores apresentam sépala dorsal elíptico-lanceolada, sépalas laterais levemente falciformes, com igual tamanho da dorsal, pétalas no geral ovaladas elíptico lanceoladas, labelo trilobado, a coluna apresenta polínias sem caudículo, e retináculo rudimentar com oito polínias.

## Lista de espécies
- Bletia adenocarpa  Rchb.f. (1856)
- Bletia amabilis  C.Schweinf. (1938)
- Bletia antillana  M.A.Diaz & Sosa (1997)
- Bletia campanulata  Lex. (1825)
- Bletia candida  Kraenzl. (1920)
- Bletia catenulata  Ruiz & Pav.  (1798)
- Bletia coccinea  Lex. (1825)
- Bletia concolor  Dressler (1968)
- Bletia ensifolia  L.O.Williams (1946)
- Bletia florida  (Salisb.) R.Br. (1813)
- Bletia gracilis  Lodd. (1833)
- Bletia greenmaniana  L.O.Williams (1946)
- Bletia greenwoodiana  Sosa (1994)
- Bletia lilacina  A.Rich. & Galeotti (1845)
- Bletia macristhmochila  Greenm. (1897)
- Bletia meridana  (Rchb.f.) Garay & Dunst. (1976)
- Bletia neglecta  Sosa (1994)
- Bletia nelsonii  Ames (1922)
- Bletia netzeri  Senghas (1993)
- Bletia parkinsonii  Hook. (1839)
- Bletia parviflora  Ruiz & Pav. (1798)
- Bletia patula  Hook. (1836)
- Bletia punctata  Lex. (1825)
- Bletia purpurata  A.Rich. & Galeotti (1845)
- Bletia purpurea  (Lam.) DC. (1840)
- Bletia reflexa  Lindl. (1836)
- Bletia repanda  Ruiz & Pav. (1798)
- Bletia riparia  Sosa & Palestina (2002)
- Bletia roezlii  Rchb.f. (1876)
- Bletia similis  Dressler (1968)
- Bletia stenophylla  Schltr. (1919)
- Bletia tenuifolia  Ames & C.Schweinf. (1933)
- Bletia uniflora  Ruiz & Pav. (1798)
- Bletia urbana  Dressler (1968)
- Bletia warfordiana  Sosa (1994)